# Anges portant la colonne de la Passion
Anges portant la colonne de la Passion est un tableau réalisé par le peintre français Simon Vouet entre 1625 et 1626. Cette huile sur toile de format vertical est une peinture chrétienne qui représente en contre-plongée des anges en vol portant dans le Ciel la colonne contre laquelle Jésus-Christ a été flagellé pendant sa Passion. Il s'agit d'un fragment d'un modello créé en préparation d'un décor commandé à l'artiste par le pape Urbain VIII pour une chapelle de la basilique Saint-Pierre de Rome, en Italie.
Simon Vouet est un important peintre français du XVIIè siècle, installé à Rome dès 1614. Il y reçoit plusieurs commandes des États de l'Église, y compris, en 1624, une commande d'un décor monumental pour l'autel de chapelle des chanoines de la basilique Saint-Pierre, récemment rénovée. Ce décor devait accompagner la Piéta de Michel-Ange, également placée dans cette chapelle. Le décor a probablement été achevé au début de l'année 1626. Pour réaliser ce décor, Vouet a peint un modèle à demi-grandeur qui fut ultérieurement découpé en quatre parties, dont les Anges portant la colonne de la Passion et les Anges portant les instruments de la passion.
Acquise pour 252 000 € en novembre 2021 par la ville de Besançon, grâce à un financement principalement public, l'œuvre est conservée au musée des Beaux-Arts et d'Archéologie de Besançon, dans le Doubs. Elle y a rejoint un autre fragment de la même toile dans les collections depuis 1894, Anges portant les instruments de la Passion.

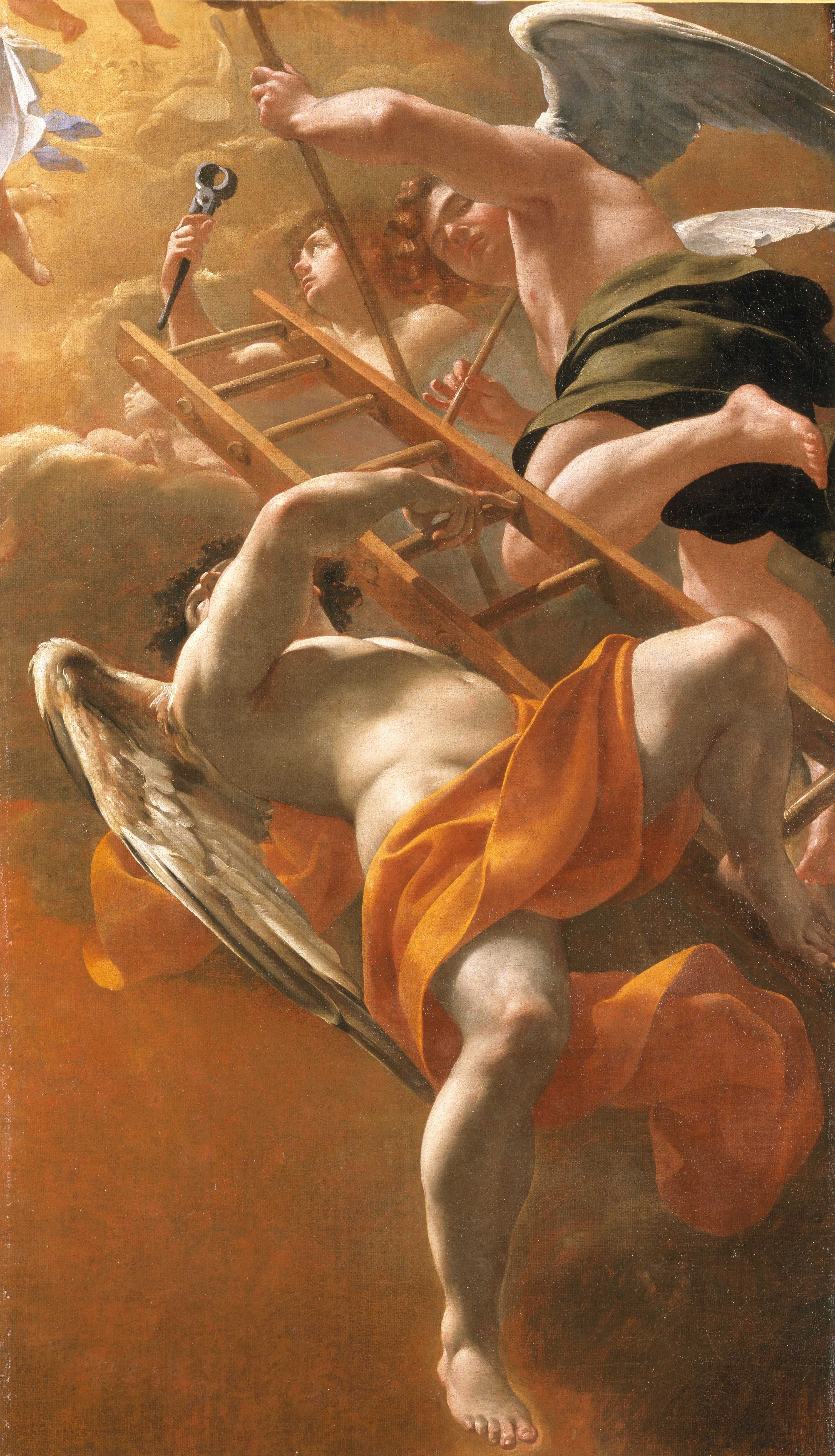
Anges portant les instruments de la Passion.